# 伊萬尼夫齊 (赫梅利尼茨基州)
49°32′33″N 26°19′0″E / 49.54250°N 26.31667°E
伊萬尼夫齊（羅馬化：Ivanivtsi）是位於烏克蘭西部的村莊，由赫梅利尼茨基州裡赫梅利尼茨基區的沃洛奇斯克市鎮負責管轄。該村面積1.28平方公里，海拔高度285米，2001年人口379，人口密度每平方公里296.1人。